# リベンジ・リスト
『リベンジ・リスト』（原題：I Am Wrath）は、2016年に公開されたアメリカ合衆国のアクションスリラー映画。監督はチャック・ラッセル、主演はジョン・トラボルタ。
原題の『I Am Wrath』は「我は怒りなり」という意味で、旧約聖書のエレミヤ書にある一文が由来。

## ストーリー
カリフォルニア州からコロンバスに戻った失業中の自動車整備工スタンリー・ヒルは、自身を迎えに来た妻ビビアンに再就職の目途が立ったと報告する。2人は喜びながら車に乗って帰ろうとするが、駐車場で3人のチンピラ強盗に襲撃され、妻が殺されてしまった。悲しみに暮れるスタンリーだが、逮捕された犯人の1人チャーリーは何事もなかったかのように釈放されていく。チャーリーはギャングであるレミ・Kの手下であり、事件を担当するギブソン刑事とウォーカー刑事は初めから彼を逮捕するつもりなどなかったのだ。
スタンリーは平気で街を出歩くチャーリー達を見て怒りに震え、かつての仲間デニスに連絡を取る。2人は特殊部隊に所属していた元工作員で、デニスの調べ上げた情報をもとにスタンリーは犯人に復讐を開始する。当初はスタンリーを諌めていたデニスだが、内心では彼の復讐を歓迎しており、すぐに協力し始める。スタンリー達が強盗犯3人の殺害を完遂した頃、ビビアン殺害には何かの陰謀が関わっていることが分かってきた。自宅にあるビビアンの荷物を調べてみると、メザーブ州知事から依頼された水質汚染調査の数値が芳しくなく、データ改竄を求められるも拒否していたことが判明する。一方で、スタンリー達に手下が殺されたレミ・Kも黙ってはおらず、スタンリーの娘アビーとその家族が襲撃されてしまった。
アビー達を助け出したスタンリーは、レミ・Kからビビアン殺害の黒幕がメザーブ州知事であることを聞き出すと、その場に現れたギブソン刑事とウォーカー刑事を返り討ちにし、メザーブ州知事の邸宅への侵入に協力させる。スタンリーは刑事2人を閉じ込めた車を爆破すると、邸宅にいる警備の人間を次々と殺していき、最後にメザーブ州知事と対面する。メザーブ州知事を殺したスタンリーは、死に際に自分が何者かと問われると「俺は、怒りだ」と答え、駆けつけた警察にわざと撃たれ病院に搬送される。
政府はスタンリーの経歴を理由に一連の事件を国家機密とし、闇に葬るつもりだった。スタンリーが移送される前夜、病院のベッドで安静にするスタンリーの前に、爆発から逃れたウォーカー刑事が現れる。ウォーカー刑事は復讐のためスタンリーを殺そうとするが、アビーが密かに渡した拳銃を持つスタンリーに射殺される。駆けつけたデニスの協力で病院から抜け出したスタンリーは国外へ飛び立つと、行き着いたサンパウロから無事を知らせる手紙をアビーに送っていた。

## キャスト
※括弧内は日本語吹替
スタンリー・ヒル
演 - ジョン・トラボルタ（森田順平）
主人公。クライスラーの自動車工場で工場長をしていたが、現在は失業中。子供の頃から自動車整備に触れる生活を送っており、音を聞くだけでエンジンの種類や車種まで判別できる。
妻の死に深く悲しむ中、旧約聖書のエレミヤ書第6章11節にある「I am full of the wrath of the LOAD, and I cannot hold it in.（我が身に神の怒りが満ち、耐えることができない）」という一文が輝いて見え、釈放された犯人へ復讐することを決める。
実は特殊部隊の元工作員で数々の殺しを受け持ってきた猛者だが、ビビアンと普通の生活を送るために足を洗った過去がある。戦闘のプロだが激情家であり、後先を考えずに行動を起こしてしまう。
デニス
演 - クリストファー・メローニ（楠見尚己）
スタンリーが特殊部隊に所属していた頃の仲間。現在は理髪店を経営する傍ら、副業として情報屋をしつつ、趣味で武器の収集とカスタムメイドをしている。
ビビアンの死を知ると復讐を決意し、スタンリーからの連絡を待っていた。慎重な性格であり、スタンリーの無計画さを度々咎める。
アビー・ヒル
演 - アマンダ・シュル（吉田麻実）
スタンリーの娘。夫と息子が1人いる。悲しむ父を気に掛けて度々連絡を取る。
ビビアン・ヒル
演 - レベッカ・デモーネイ（森本73子）
スタンリーの妻。メザーブ州知事の部下であり、彼に依頼されて水質汚染について調査していた。チャーリー達によって殺されてしまう。
ギブソン刑事
演 - サム・トラメル（長野伸二）
ビビアンが殺害された事件を担当する刑事。レミ・Kに脅され、彼や彼の仲間に捜査が及ばないようにしている。
ウォーカー刑事
演 - アサンテ・ジョーンズ（荒井勇樹）
ギブソン刑事の相棒。
メザーブ州知事
演 - パトリック・セント・エスプリト（立川三貴）
オハイオ州の州知事。自身の施策によって犯罪率が低下したことを喧伝する他、民衆の反対を押し切って都市開発を進めようとしている。
レミ・K
演 - ポール・スローン（藤沼建人）
コロンバスで勢力を広げ続けるギャング。メザーブ州知事の息子が不祥事を起こした動画をネタに、彼やギブソン刑事を脅している。
チャーリー・ローズ
演 - ルイス・ダ・シルバ・Jr（坂田明寛）
レミ・Kの手下で、麻薬の売人。2人の仲間と共に強盗を行い、ビビアンを殺害した。